# Campeonato Mundial de Atletismo de 2009 - Lançamento de martelo masculino
O lançamento de martelo masculino do Campeonato Mundial de Atletismo de 2009 foi disputado nos dias 15 de agosto, com as eliminatórias, e 17 de agosto, com a final, no Olympiastadion, em Berlim.

## Recordes
Antes desta competição, os recordes mundiais e do campeonato nesta prova eram os seguintes:
| Tipo                  | Atleta       | Distância | Local     | Data                 | Ref |
| --------------------- | ------------ | --------- | --------- | -------------------- | --- |
|                       | Yuriy Sedykh | 86,74     | Stuttgart | 30 de agosto de 1986 | ver |
| Recorde do campeonato | Ivan Tsikhan | 83,89     | Helsinque | 8 de agosto de 2005  | ver |

## Medalhistas
| Ouro                | Prata                   | Bronze                 |
| Primož Kozmus (SLO) | Szymon Ziółkowski (POL) | Aleksey Zagornyi (RUS) |

## Resultados

### Eliminatórias
Estes são os resultados das eliminatórias. Os 34 atletas inscritos foram divididos em dois grupos, se classificando para a final os que atingissem a marca de 77,50 m (Q) ou, no mínimo, doze atletas com as melhores marcas (q).

#### Grupo A
| Pos. | Atleta                     | #1    | #2    | #3    | Res.      | Notas |
| ---- | -------------------------- | ----- | ----- | ----- | --------- | ----- |
| 1    | POL Szymon Ziółkowski      | 77,89 |       |       | 77,89 (Q) |       |
| 2    | GER Sergej Litvinov        | 77,68 |       |       | 77,68 (Q) |       |
| 3    | SLO Primož Kozmus          | 77,55 |       |       | 77,55 (Q) |       |
| 4    | RUS Igor Vinichenko        | 77,54 |       |       | 77,54 (Q) |       |
| 5    | ITA Nicola Vizzoni         | 76,71 | x     | 76,95 | 76,95 (q) |       |
| 6    | CRO András Haklits         | 75,50 | 76,39 | 75,73 | 76,39 (q) |       |
| 7    | TJK Dilshod Nazarov        | 73,84 | 74,73 | 75,83 | 75,83 (q) |       |
| 8    | KUW Ali Mohamed Al-Zinkawi | x     | 73,82 | 75,10 | 75,10     |       |
| 9    | FIN Olli-Pekka Karjalainen | x     | 73,25 | 74,09 | 74,09     |       |
| 10   | EGY Mohsen El Anany        | 71,42 | 72,68 | 72,05 | 72,68     |       |
| 11   | USA Michael Mai            | 72,58 | x     | 67,47 | 72,58     |       |
| 12   | BLR Yury Shayunou          | 71,37 | x     | x     | 71,37     |       |
| 13   | USA A.G. Kruger            | 67,40 | x     | 70,19 | 70,19     |       |
| 14   | UKR Artem Rubanko          | x     | 69,81 | x     | 69,81     |       |
| 15   | LAT Ainārs Vaičulens       | 65,70 | 66,89 | x     | 66,89     |       |
| 16   | TKM Amanmurad Hommadov     | 57,39 | 56,46 |       | 57,39     |       |
|      | RSA Chris Harmse           | x     | x     | x     | NM        |       |

#### Grupo B
| Pos. | Atleta                       | #1    | #2    | #3    | Res.      | Notas |
| ---- | ---------------------------- | ----- | ----- | ----- | --------- | ----- |
| 1    | HUN Krisztián Pars           | 72,94 | 78,68 |       | 78,68 (Q) |       |
| 2    | BLR Pavel Kryvitski          | 70,70 | 72,14 | 77,85 | 77,85 (Q) |       |
| 3    | GER Markus Esser             | 76,81 | 76,67 | x     | 76,81 (q) |       |
| 4    | SVK Libor Charfreitag        | 69,71 | 75,39 | 76,29 | 76,29 (q) |       |
| 5    | RUS Aleksey Zagornyi         | 75,38 | 74,93 | 73,75 | 75,38 (q) |       |
| 6    | CZE Lukáš Melich             | 74,40 | 72,98 | 74,47 | 74,47     |       |
| 7    | USA Thomas J. Freeman        | 71,38 | 74,19 | 72,58 | 74,19     |       |
| 8    | LAT Igors Sokolovs           | 73,96 | 73,97 | 73,12 | 73,97     |       |
| 9    | FIN David Söderberg          | 73,69 | 73,14 | 73,56 | 73,69     |       |
| 10   | FRA Jérôme Bortoluzzi        | x     | 73,09 | 70,69 | 73,09     |       |
| 11   | UKR Oleksiy Sokyrskyy        | 70,67 | x     | 72,56 | 72,56     |       |
| 12   | GRE Aléxandros Papadimitríou | x     | x     | 72,02 | 72,02     |       |
| 13   | ESP Javier Cienfuegos        | 69,60 | 71,63 | 72,01 | 72,01     |       |
| 14   | BLR Dzmitry Shako            | 71,80 | 70,57 | x     | 71,80     |       |
| 15   | TUR Eşref Apak               | x     | 70,70 | x     | 70,70     |       |
| 16   | ARG Juan Ignacio Cerra       | 66,77 | 67,98 | 69,37 | 69,37     |       |
| 17   | ISL Bergur Ingi Pétursson    | 67,32 | 68,62 | x     | 68,62     |       |

- x = Arremesso inválido

### Final
Estes são os resultados da final:
| Pos               | Atleta                | #1    | #2    | #3    | #4    | #5    | #6    | Res.  | Notas                |
| ----------------- | --------------------- | ----- | ----- | ----- | ----- | ----- | ----- | ----- | -------------------- |
| Medalha de ouro   | SLO Primož Kozmus     | 75,14 | 79,74 | 77,21 | 79,28 | 80,15 | 80,84 | 80,84 | Recorde da temporada |
| Medalha de prata  | POL Szymon Ziółkowski | 77,44 | 79,30 | 77,85 | 77,66 | 78,09 | 76,89 | 79,30 | Recorde da temporada |
| Medalha de bronze | RUS Aleksey Zagornyi  | 76,11 | x     | 77,42 | x     | 75,11 | 78,09 | 78,09 |                      |
| 4                 | HUN Krisztián Pars    | 75,51 | x     | x     | 77,45 | x     | x     | 77,45 |                      |
| 5                 | GER Sergej Litvinov   | 74,50 | 74,49 | 75,88 | 76,58 | 76,00 | 74,45 | 76,58 |                      |
| 6                 | GER Markus Esser      | 68,07 | 76,27 | 74,07 | x     | x     | x     | 76,27 |                      |
| 7                 | CRO András Haklits    | 72,60 | 75,12 | 75,09 | x     | 74,82 | 76,26 | 76,26 |                      |
| 8                 | BLR Pavel Kryvitski   | 73,72 | x     | 72,73 | x     | x     | 76,00 | 76,00 |                      |
| 9                 | ITA Nicola Vizzoni    | x     | x     | 73,70 |       |       |       | 73,70 |                      |
| 10                | SVK Libor Charfreitag | x     | 72,63 | x     |       |       |       | 72,63 |                      |
| 11                | TJK Dilshod Nazarov   | x     | x     | 71,69 |       |       |       | 71,69 |                      |
|                   | RUS Igor Vinichenko   | x     | x     | x     |       |       |       | NM    |                      |

Legenda
| Recorde mundial       | Recorde mundial (World record)               |                       | Recorde africano                      | Recorde africano (African) |                                           | Q | Classificado por posição (Qualified) |
| Recorde do campeonato | Recorde do campeonato (Championship record)  | Recorde da América    | Recorde da América (Americas)         | q                          | Classificado por melhor tempo (Qualified) |   |                                      |
| Melhor marca do ano   | Melhor marca do ano (World leading)          | Recorde asiático      | Recorde asiático (Asian)              | DNS                        | Não largou (Did not start)                |   |                                      |
| Recorde nacional      | Recorde nacional (National record)           | Recorde europeu       | Recorde europeu (European)            | DNF                        | Não terminou (Did not finish)             |   |                                      |
| Recorde pessoal       | Recorde pessoal do atleta (Personal best)    | Recorde da Oceania    | Recorde da Oceania (Oceania)          | DSQ / DQ                   | Desclassificado (Disqualified)            |   |                                      |
| Recorde da temporada  | Recorde da temporada do atleta (Season best) | Recorde sul-americano | Recorde sul-americano (South America) | NM                         | Sem marca (No mark)                       |   |                                      |